# Павловка (Болградски район)
Павловка (на украински: Павлівка) е село в южна Украйна, административен център на селски съвет Павловка в Болградски район на Одеска област. Населението му според преброяването през 2001 г. е 2556 души.

## Население

### Езици
Численост и дял на населението по роден език, според преброяването на населението през 2001 г.:
| Роден език | Численост | Дял (в %) |
| Общо       | 2556      | 100.00    |
| Руски      | 2326      | 91.00     |
| Украински  | 132       | 5.16      |
| Молдовски  | 47        | 1.83      |
| Български  | 31        | 1.21      |
| Цигански   | 16        | 0.62      |
| Гагаузки   | 3         | 0.11      |
| Беларуски  | 1         | 0.03      |